# Норманс Пенке
Норманс Пенке (лат. Normans Penke; 1 січня 1964, Рига) — латвійський дипломат. Постійний представник Латвії при Організації Об'єднаних Націй (2008—2013).

## Життєпис
Народився 1 січня 1964 року в Ризі. Здобув освіту в Латвійському університеті на юридичному факультеті (1989 р.) та в Оксфордському університеті за програмою закордонної служби (1993/1994 рр.). Вільно володіє латиською, російською, англійською та французькою мовами.
У період з 1990 по 1992 рік він був викладачем міжнародного права в Інституті міжнародних відносин Латвійського університету, а з 1989 по 1990 рік був молодшим науковим співробітником цього ж Інституту.
Протягом кількох років до цього, починаючи з 1992 року, пан Пенке обіймав численні посади в Міністерстві закордонних справ Латвії, включаючи директора юридичного департаменту, заступника державного секретаря з юридичних і консульських питань, заступника державного секретаря з міжнародних організацій та зовнішньої торгівлі та заступника міністра Держави багатосторонніх відносин.
До свого нинішнього призначення пан Пенке був державним секретарем Міністерства закордонних справ своєї країни з 2004 по 2008 рік. Раніше він був послом Латвії в РФ з 2001 по 2004 рік, послом в Ірландії з 1998 по 2001 рік, у Великій Британії з 1997 по 2001 рік.
15 вересня 2009 року вручив вірчі грамоти Генеральному секретарю ООН Пан Гі Муну.
З 2017 року — Генеральний інспектор Міністерства закордонних справ Латвії.
З 27 вересня 2018 року — Посол Латвії в Сінгапурі, з резиденцією в Ризі.